# Vanesa Arenas
Vanesa Arenas Comerón (ur. 17 listopada 1978) – hiszpańska judoczka. Olimpijka z Sydney 2000, gdzie zajęła dziewiąte miejsce w wadze ekstralekkiej.
Piąta na mistrzostwach świata w 1999; uczestniczka zawodów w 2001, 2003, 2005 i 2007. Startowała w Pucharze Świata w latach 1998-2008. Brązowa medalistka mistrzostw Europy w 2007 i druga w drużynie w 1999. Zdobyła brązowy medal igrzysk śródziemnomorskich w 2005 roku.

## Letnie Igrzyska Olimpijskie 2000
| Konkurencja | Eliminacje              | Eliminacje             | Repasaże                    | Klas. końcowa |
| Konkurencja | Przeciwnik I            | Przeciwnik II          | Przeciwnik I                | Miejsce       |
| ----------- | ----------------------- | ---------------------- | --------------------------- | ------------- |
| 48 kg       | Adriana Ángeles (MEX) Z | Cha Hyon-hyang (PRK) P | Sarah Nichilo-Rosso (FRA) P | 9.            |